# Puliciphora cloveri
Puliciphora cloveri är en tvåvingeart som först beskrevs av Ronald Henry Lambert Disney 1989.  Puliciphora cloveri ingår i släktet Puliciphora och familjen puckelflugor. Inga underarter finns listade i Catalogue of Life.